# Андерлехт
Андерлехт (фр. Anderlecht, хол. Anderlecht) је општина у Белгији у региону Брисел. Према процени из 2007. у општини је живело 97.601 становника.

## Становништво
Према процени, у општини је 1. јануара 2015. живело 117.125 становника.
| 1984. | 2000. | 2010.  | 2015.  |
| ----- | ----- | ------ | ------ |
| 91841 | 87812 | 104647 | 117125 |